# Назаренко Анна Сергіївна
Анна Сергіївна Назаренко (до шлюбу Кудакова; 23 січня 1988, Полтава) — українська і азербайджанська волейболістка, центральна блокуюча. Майстер спорту України.

## Із біографії
Вихованка полтавської волейбольної школи. Разом з Юлією Первухіною займалася у Владислава Агасьянца.
У сезоні 2008/2009 провела за «Хімік» 28 матчів у вищій лізі і три — у Кубку України. Южненський клуб завершив сезон на першій позиції і здобув путівку до Суперліги. Наступні два сезони захищала кольори черкаського «Круга», у його складі стала бронзовою призеркою чемпіонату України 2010 року. 2012 її «Локомотив» (Баку) став переможцем Кубка виклику, у фіналі їхнім суперником був також клуб з Азербайджану.
Виступала за юніорську і молодіжну збірні України. 2014 року захищала кольори національної збірної Азербайджану в Євролізі (4-е місце) і відбірковому турнірі на чемпіонат світу в Італії.

## Клуби
| Роки      | Команди               |
| --------- | --------------------- |
| 2008–2009 | «Хімік» (Южне)        |
| 2009–2011 | «Круг» (Черкаси)      |
| 2011–2013 | «Локомотив» (Баку)    |
| 2013–2014 | «Нафта-Газ» (Піла)    |
| 2014–2015 | «Форлі»               |
| 2015–2016 | «Безьє»               |
| 2016–2017 | «Бекешчаба»           |
| 2017–2018 | «Енергія МКС» (Каліш) |

## Досягнення
- Володарка Кубка виклику (1): 2012[pl]
- Бронзова призерка чемпіонату України (1): 2010
- Чемпіонка Угорщини (1): 2017
- Володарка Кубка Угорщини (1): 2017